# Kriukove (Novoselivka), Poltava
Kriukove (în ucraineană Крюкове) este un sat în comuna Novoselivka din raionul Poltava, regiunea Poltava, Ucraina.

## Demografie
Componența lingvistică a localității Kriukove
     Ucraineană (97,35%)
     Rusă (2,65%)
Conform recensământului din 2001, majoritatea populației localității Kriukove era vorbitoare de ucraineană (97,35%), existând în minoritate și vorbitori de rusă (2,65%).